# هری اسمیت (بازیکن فوتبال، زاده ۱۹۳۲)
هری اسمیت (انگلیسی: Harry Smith؛ زادهٔ ۱۰ اکتبر ۱۹۳۲) بازیکن فوتبال اهل بریتانیا است.
از باشگاه‌هایی که در آن بازی کرده‌است می‌توان به باشگاه فوتبال بریستول سیتی و باشگاه فوتبال تورکی یونایتد اشاره کرد.